# Carina Bergfeldt (TV-program)
Carina Bergfeldt är en svensk pratshow som hade premiär i Sveriges Television den 15 januari 2021. Programmet leds av journalisten Carina Bergfeldt.

## Historik
Första säsongen av programmet hade premiär den 15 januari 2021 och ersatte då tillfälligt Skavlan som hade säsongsuppehåll.
Det var Fredrik Skavlan och medarbetare bakom hans program som föreslog att Bergfeldt skulle bli värd för ett ersättningsprogram medan han var föräldraledig. Programmet sänds klockan 21:00 på fredagar, samma tid som Skavlan vanligtvis visades men från en annan studio. I premiärprogrammet var bland annat Stefan och Ulla Löfven gäster.
Programmet har fortsatt sändas i säsonger som alla har omfattat åtta till tio avsnitt vardera.